# Südstraße 144 und 146 (Heilbronn)

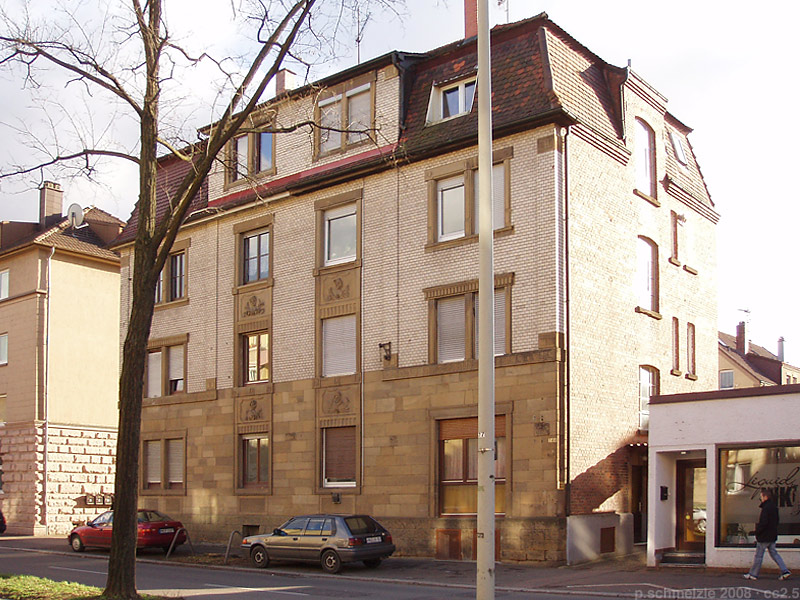
Doppelhaus Südstraße 144 und 146

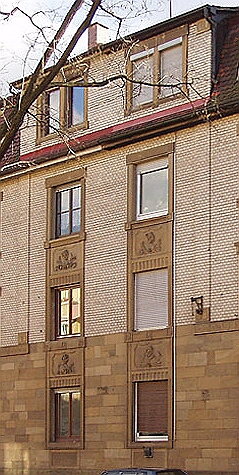
Die Brüstungsfelder der Fensterrahmen mit der figürlichen Bauplastik, bei der Frauengestalten die vier Jahreszeiten darstellen

Das Doppelhaus Südstraße 144 und 146 in Heilbronn ist ein denkmalgeschütztes Gebäude, das im Jahr 1910 durch den Bauunternehmer Rudolf Seitz errichtet wurde. Seitz errichtete in Heilbronn auch die Doppelhäuser Ludwig-Pfau-Straße 19 und Südstraße 142 und Ludwig-Pfau-Straße 21 und 23.

## Lage und Umgebung
Das Bauwerk befindet sich an der stark befahrenen Südstraße, die vom Silcherplatz nach Westen durch das historische Arbeiterquartier am Heilbronner Südbahnhof führt und auf der heute die Bundesstraße 293 verläuft. Als wichtige Verkehrsachse ist die Südstraße Teil eines Stadtrings, der in dem Heilbronner Stadtbauplan von 1873 von Reinhard Baumeister konzipiert, aber nie vollendet wurde.

## Geschichte
1950 gehörte die Haushälfte Nr. 144 Wilhelm Dagenbach aus Lehrensteinsfeld. Im Gebäude befand sich das von Leni Hopfensitz geführte Sanitätshaus Gottlob Düringer, außerdem nutzte der Installateur Benno Kujath Räume im Erdgeschoss und im ersten Stock. Nr. 146 gehörte dem kaufmännischen Angestellten Otto Hohenstatt, im Gebäude betrieb das Ehepaar Heimerdinger ein Fachgeschäft für Gardinen und eine Schuhmacherwerkstatt. 1961 hatte Installateur Kujath Nr. 144 erworben, statt des Sanitätshauses firmierten nun im Gebäude die Transportfirma von Georg Aust und das von Kujath übernommene Ofengeschäft Ernst Fellmeth. Schuhmacher Heimerdinger aus Nr. 146 war verstorben, seine Witwe wohnte noch im Gebäude, ohne weiter ihr Gardinengeschäft zu führen.

## Beschreibung
Das Doppelhaus wurde in stilistischer Einheit mit seinen beiden Nachbarhäusern errichtet. Es weist unverputzte Ziegelbauweise und ornamentale Bauplastik in Sandstein auf, letztere in den Brüstungsfeldern der Fensterrahmen mit barockisierender figürlicher Bauplastik.